# Leffmann Behrends
Leffmann Behrends (ou Liepmann Cohen), né vers 1630 et mort le 1er janvier 1714 à Hanovre, est l'agent financier allemand des ducs et princes de Hanovre.

## Biographie
La position respectable de Leffmann Behrens est louée par Mannasseh ben Israël dans son Espoir d'Israël. Behrends utilise fréquemment son influence en faveur de ses coreligionnaires. Son père, Issacar Bärmann par nom (mort le 23 août 1675), est le fils du savant Talmudique Isaac Cohen de Borkum ; et le nom de Behrends est adopté par Liepmann en l'honneur de son père. Sa première femme, Jente (morte en 1695), est la fille de Joseph Hameln, président de la congrégation ; sa seconde, Feile (morte en 1727), est la fille de Judah Selkele Dilmann. Liepmann a les enfants suivants par son premier mariage : Naphtali Hirz (mort en 1709), qui devint président de la congrégation ; Moses Jacob (mort en 1697), loué comme un érudit talmudique et philanthrope ; Gumpert et Isaac, qui, en 1721, sont  accusés de tentative de faillite frauduleuse, en conséquence de quoi ils sont contraints de quitter Hanovre (1726). La fille de Behrend, Genendel, devient l'épouse du grand rabbin de Prague, David Oppenheim. Elle meurt le 13 juin 1712 à Hanovre.
Les services de Behrend en tant que président de la congrégation, dans ses efforts pour préserver le cimetière de la congrégation, et pour obtenir un rabbinat spécial et d'autres privilèges pour Hanovre, sont extrêmement précieux. En 1683, le duc Rudolph August le nomme superviseur en chef des blanchisseries de sa communauté dans le Harz. Il est en relation étroite avec un certain nombre de princes, aide les érudits talmudiques, et établit un bet ha-midrash dans sa propre maison. La bibliothèque de son gendre David Oppenheimer, qu'il avait lui-même agrandie et que son gendre, en raison de la censure et d'autres raisons, ne souhaitait pas conserver à Prague, est emmenée par Behrends à Hanovre, permettant ainsi au pasteur Johann Christian Wolf de Hambourg d'en profiter pour préparer laBibliotheca Hebræa. Avec son fils Naphtali Hirz, Liepmann fait ériger en 1703 une nouvelle synagogue sur l'emplacement de l'ancienne, qui, construite sur ordre du duc de Hanovre en 1609, est démolie quatre ans après sa construction. Le sort des deux fils de Liepmann, Gumbert et Isaac, est raconté dans un megillah familial, publié par Jost dans le deuxième volume du Jahrbuch für die Geschichte der Juden.